# Chirostoma estor
Chirostoma estor es también conocido con el nombre común de pescado blanco del lago de Pátzcuaro en Michoacán, en México.

## Descripción
Son peces de talla mediana con una banda lateral plateada, fusiformes y comprimidos; cabeza cubierta de escamas; boca terminal dirigida hacia arriba con dientes en las mandíbulas; cuerpo cubierto de escamas cicloideas; tiene dos aletas dorsales, la primera con 5 o 6 espinas y la segunda con una espina y 12 radios. Es uno de los Arterinidos mexicanos que más talla alcanza con 40 cm de longitud y 500 g de peso.

## Hábitat
Es un pez propio de aguas lentas, semicálidas, tolera ciertos grados de turbiedad, aguas duras y con pH de 7,2 a 8,2 con 4 a 8 cc de oxígeno/l.

## Hábitos reproductivos
El pescado blanco es un ovíparo que desova durante los meses de marzo, abril y mayo. Prefiere orillas con rocas y algas filamentosas donde el agua es clara y oxigenada con ligero oleaje. Los pescados blancos desovan cuando tienen tallas de 2 a 3 dm. El juego amoroso comienza por las mañanas luminosas cuando tres o cuatro machos persiguen a la hembra próxima a desovar, estos grupos reproductivos se multiplican por decenas o centenas, arrojando sus contenidos sexuales hacia las rocas, algas, raíces de árbol, lirio, etc. El pescado blanco no tiene instinto paternal. Una hembra de talla promedio pone alrededor de 15 a 20 mil huevos. Los huevos son esféricos traslúcidos, color ámbar o ligeramente amarillentos, con 6 a 8 filamentos interovulares, con un diámetro que varía de 900 a 1000 micras, este huevecillo es muy resistente a las tracciones mecánicas, se puede mantener vivo fuera del agua por horas, solo procurando una atmósfera húmeda.

## Distribución
Es endémico del lago de Pátzcuaro.

## Amenazado
El pez blanco de Pátzcuaro (C. estor estor), es una importante fuente de ingresos para los pobladores de la región y muchas familias dependen en forma casi exclusiva de su pesquería. Actualmente se encuentra en peligro debido al gran deterioro de su entorno en el lago de Pátzcuaro y a la gran demanda que tiene en el mercado local y regional. Por ello se realiza una explotación exhaustiva y poco selectiva de la especie, con lo que se capturan peces de todas las tallas pues se confunden durante la pesquería con el charal, lo que ha causado una reducción notable de su población pues la pesca afecta todos los estadios del ciclo biológico.
- Datos: Q5532744
- Multimedia: Chirostoma estor / Q5532744